# Cicle de vida de la tecnologia
El cicle de vida de la tecnologia és el procés d'evolució que qualsevol tecnologia té en el temps. En la primera etapa, només es troba a la disposició de pocs consumidors, per després arribar a ser coneguda per tot el mercat, en l'última etapa la tecnologia està saturada i esgotada com a producte comercial. És per l'anterior que es pot afirmar que cada tecnologia té un cicle de vida, que es diferencia en la durada de cada etapa i això va depenent de les característiques i el sector on es distribueixi. Per analitzar els cicles de les tecnologies es crea una corba anomenada "S" per la seva forma en la gràfica i amb això s'aconsegueix identificar la durada de cada període, depenent de la tecnologia analitzada. També es coneix una classificació segons la maduresa de l'objecte o tecnologia en qüestió, per així realitzar estratègies en el procés de comercialització pel que fa a l'etapa en què es troben.

## Corba S
La Corba S definida per Richard N. Foster en 1987 relaciona l'esforç que s'ha de realitzar, mesurat en recursos utilitzats, per desenvolupar una tecnologia amb els resultats obtinguts. Això és que indica l'evolució de la tecnologia en el temps, on a mesura que augmenta el seu nivell de maduresa cal fer majors esforços per augmentar el rendiment esperat de la tecnologia.

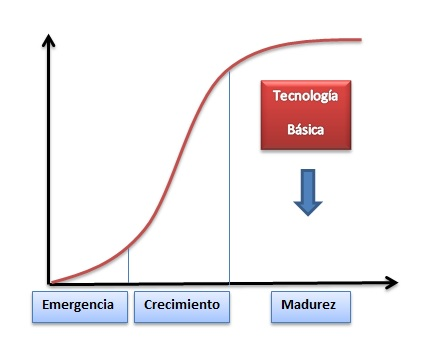
Corba S: Gràfic de les Etapes del Cicle de Vida

La corba S es divideix en quatre etapes que conformen el Cicle de Vida, cadascuna d'elles pot variar tant en l'eix X, com en l'eix I, segons la tecnologia que s'est analitzant, ja que cada objecte o tecnologia té diferents comprats meta, per tant aquests productes no són rebuts de la mateixa manera en tots els sectors de la societat.

### Emergència o Introducció
És el procés on s'introdueix la tecnologia al mercat, el desenvolupament és incipient perquè és una inversió recent que crida l'atenció dels consumidors, creant en ells l'entusiasme suficient per voler tenir-ho abans que els altres clients. El mercat on es fa present aquesta etapa és monopolístic o oligopolístic, ja que només uns pocs poden tenir accés a la tecnologia. La distribució d'exemplars tecnològics és baixa atès que encara no es coneix al mercat, els costos són molt alts i els beneficis són gairebé nuls. En aquesta etapa, l'empresa que vol comercialitzar el producte ha d' invertir en la promoció de la tecnologia, ja que com els seus atributs no són coneguts per la societat, existeix molt poc interès per voler adquirir i provar els nous beneficis de la tecnologia oferta.

### Saturació o creixement primerenc
És el procés on es realitza una millora de les característiques de la nova tecnologia, aquesta es troba en ple desenvolupament, per la qual cosa s'aconsegueix una obertura del mercat amb presència de nous competidors. La tecnologia es troba en ple posicionament al mercat, per tant s'ha de realitzar una gran inversió en la promoció per conservar o augmentar el posicionament assolit en l'etapa anterior i així tenir com a objectiu no donar espai als competidors entrants que ofereixen tecnologies iguals o similars. És per l'anterior que els costos segueixen augmentant, però els beneficis augmenten en major proporció que en l'etapa d'emergència, llavors existeixen rendiments positius per al distribuïdor del producte.

### Maduresa o creixement tardà
És el procés on la tecnologia es estabilitza al mercat, les característiques que estaven fallant segons els consumidors han estat arreglades i es va realitzar suficient promoció en el comprat meta perquè la major quantitat de clients tinguin i coneguin la tecnologia. També es consolida la competència, per la qual cosa gairebé no entren nous competidors al mercat. La tecnologia es troba en el període més rendible, els seus costos són mínims perquè no es necessiten grans inversions per romandre al mercat, ja que és de ple coneixement dels consumidors i els beneficis romanen estables amb una petita desviació a l'alça. Els costos i inversions es limiten a millorar alguns dels atributs de la tecnologia, per anar adaptant-la al variant món en el qual es troben immers. A més, és fonamental conservar la qualitat a causa que és un factor clau per als clients al moment de triar entre competidors.

### Saturació o declivi
És el procés on la tecnologia es troba saturada i llista per sortir del mercat a causa de l'obsolescència. Els costos creixen de forma progressiva i els beneficis disminueixen a causa que els consumidors prefereixen tecnologies amb millors rendiments. És important destacar que existeixen tecnologies que no arriben a aquesta etapa a causa que en l'etapa anterior van adaptant les seves característiques segons les necessitats del món canviant, amb això augmenten les despeses per les innovacions al producte, però també augmenten els beneficis en major quantia a causa de la necessitat que generen les tecnologies en els usuaris.

## Classificació de les tecnologies segons la seva maduresa

### Tecnologia emergent

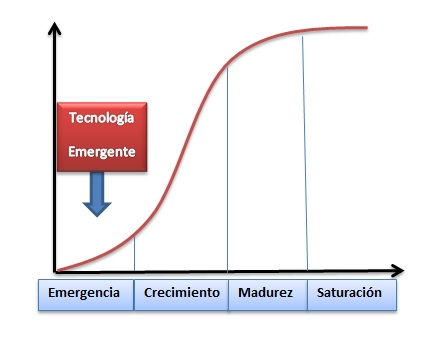
Tecnologia Emergent

Una tecnologia emergent és aquella que té un gran potencial per canviar la base competitiva d'una activitat. Té un gran potencial de desenvolupament associat a un alt nivell d'incertesa, a causa que els consumidors poden optar o no per la tecnologia, els creadors d'ella han d'ocupar estratègies que incentivin als clients a provar i ocupar el producte en el temps. Si s'aconsegueix interioritzar la tecnologia, probablement pugui arribar a ser clau. Aquesta classificació de tecnologia es troba associada a la fase embrionària o d'emergència de la Corba S.

### Tecnologia clau

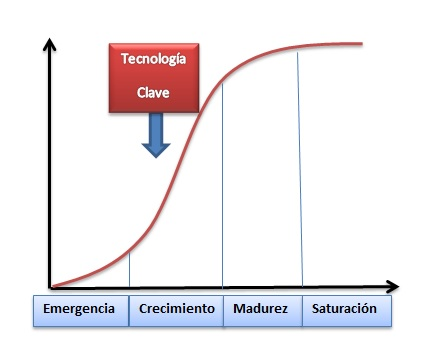
Tecnologia Clau

Tecnologia crítica on es troba l'avantatge competitiu dels competidors del producte, els distribuïdors tenen la primícia de llançar una tecnologia amb nous atributs que atreuen clients, determinant la posició de l'empresa al mercat. Aquesta etapa ha de ser maximitzada abans que apareguin competidors que ofereixin productes amb iguals atributs però amb millors preus. En un futur proper passarà a ser una tecnologia base. Aquesta classificació de tecnologia es troba associada a la fase de creixement de la Corba S.

### Tecnologia bàsica

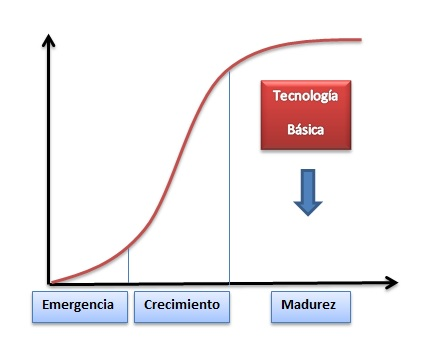
Tecnologia bàsica

La tecnologia bàsica és aquella que no presenta diferències amb els seus competidors. Totes les empreses ofereixen la tecnologia que satisfà les mateixes necessitats, per tant queda a elecció del client l'empresa distribuïdora que li generi majors beneficis. Algunes d'elles passaran a quedar obsoletes o seran reemplaçades per les quals avui són claus. Aquesta classificació de tecnologia es troba associada a la fase de maduresa de la Corba S.

## Exemple

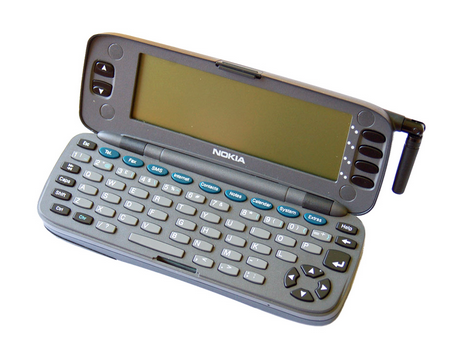
Nokia 9000

Per entendre com funciona el Cicle de Vida d'una tecnologia, s'analitzen els Mòbils amb Teclat Qwerty. El primer d'ells va ser el cel·lular Nokia 9000 llançat l'any 1996 i tenia com a objectiu facilitar l'ús de l'aparell als consumidors i adaptar-se a les seves necessitats canviants. Després que Nokia llancés el primer, ho van seguir marques com Blackberry i Sony Ericsson, que van veure el gust de la societat per cel·lulars amb aquest tipus de teclats.

### Emergència o introducció
Nokia va llançar el primer cel·lular amb teclat Qwerty i el desenvolupament va ser incipient. Els consumidors es van interessar a causa de la gran promoció que va fer l'empresa per donar a conèixer els beneficis que atorgaven aquest tipus de teclats en un aparell mòbil, a més de buscar satisfer la seva necessitat de facilitar la comunicació mitjançant l'ús dels cel·lulars. També, les empreses de la competència miraven de prop l'acceptació que va tenir el teclat Qwerty en els clients.

### Saturació o creixement primerenc
En aquesta etapa els competidors, Blackberry i Sony Ericsson, van llançar cel·lulars amb aquest tipus de teclat a causa de la gran acceptació que va tenir en els usuaris, a més les diferents companyies que els oferien van millorar les característiques, ja siguin les grandàries de les lletres i la distribució d'elles. La promoció era imminent, ja que totes les companyies que venien aquests aparells volien captar nous consumidors que poguessin aprofitar els nous atributs oferts,

### Maduresa o creixement tardà
En aquesta etapa tots els usuaris d'aparells mòbils coneixen els teclats Qwerty, les companyies van fer totes les millores i promocions necessàries, és a dir, ja van captar a la majoria dels clients interessats en els aparells mòbils amb aquest tipus de teclats. Existeix estabilitat en les vendes i els costos de millorar els atributs són mínims, per la qual cosa els distribuïdors de la tecnologia gaudeixen dels beneficis econòmics.

### Saturació o declivi
Arriben els aparells mòbils amb teclats Touch, la tecnologia Qwerty va quedant obsoleta a causa que per als consumidors és més fàcil ocupar la tecnologia Touch. En l'actualitat gairebé no existeixen cel·lulars amb tecles, les companyies s'han anat adaptant a les necessitats de la societat, creant cel·lulars que evolucionen i adquireixen nous atributs, això és que els aparells amb teclat Qwerty van ser reemplaçats per marques que ofereixen la tecnologia que es troba en auge.

## Altres exemples
- Disc de vinil
- Màquina d'escriure
- Dictàfon
- Tèlex
- VHS
- Disquet
- CD-ROM
- Cabina telefònica